# Остурня
Остурня (словац. Osturňa) — село в Словаччині, Кежмарському окрузі Пряшівського краю. Розташоване в північно-східній частині Словаччини в Спиській магурі на кордоні з Польщею і становить найзахіднішу точку компактного проживання русинів -українців, носіїв південнолемківських діалектів на теренах Східної Словаччини.
Вперше згадується у 1593 році, коли з'являються перші поселення на терені сучасного села як наслідок «волоської колонізації». Історичні джерела з 1562 та 1567 рр. перших поселенців називають рутенами -русинами, проте деякі дані із Закарпаття вказують на заселення села вихідцями з польського боку Лемківщини вже в 1313 році.
В селі є греко-католицька церква св. Архангела Михаїла з 1746 р., у стилі неокласицизму.
В кадастрі села знаходяться 4 озера, одне з них дотепер називають «Озеро», що є яскравим прикладом формування назв місцевих топонімів мовою національної меншини, оскільки по-словацьки назва звучала б «Язеро» (словац. Jazero) .

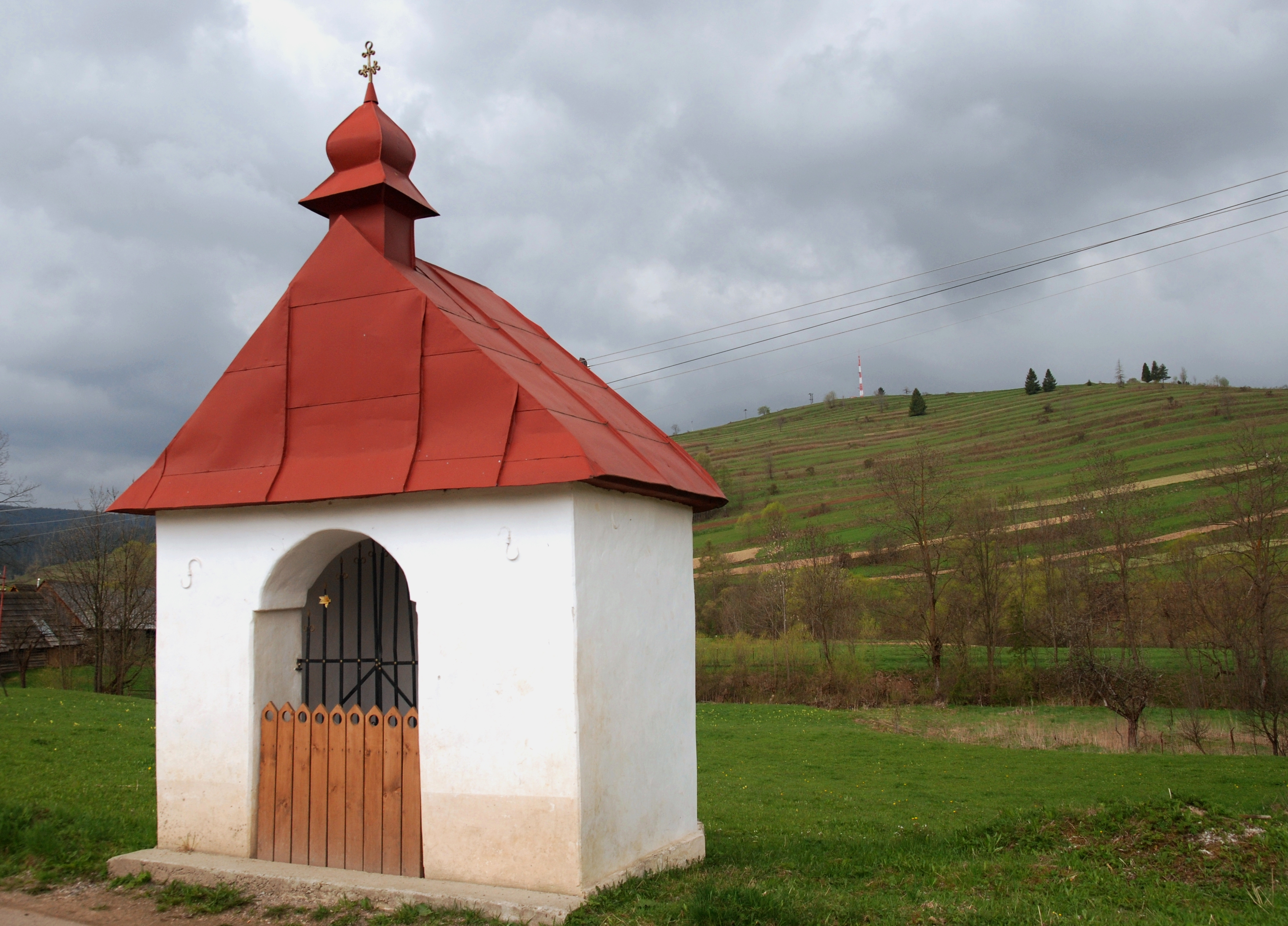
Капличка в Остурні

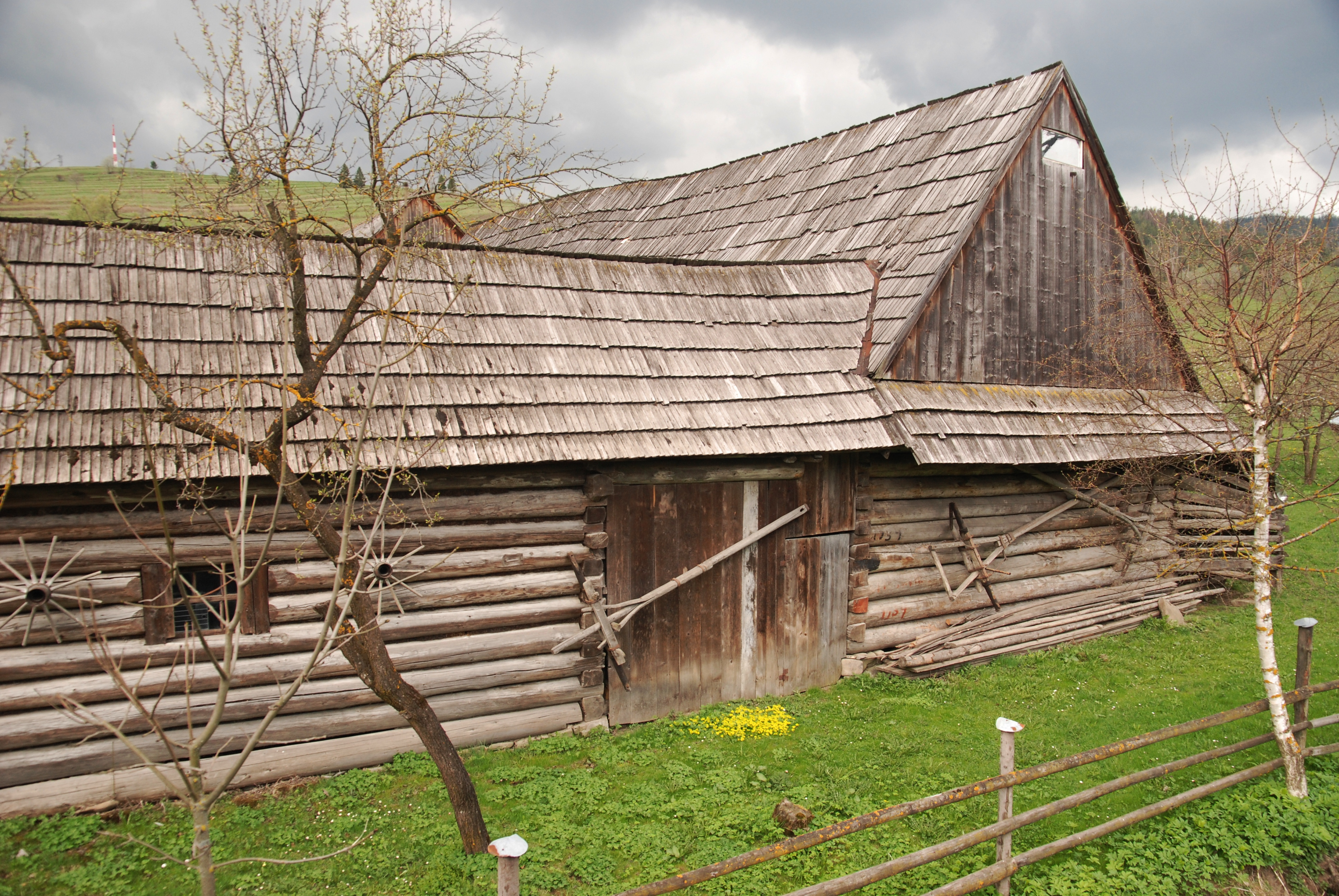
Фрагмент старої будівлі ферми

## Населення
| Рік:            | 1994. | 2004.    | 2014.    | 2024.    |
| --------------- | ----- | -------- | -------- | -------- |
| Кількість осіб: | 464   | 398      | 310      | 277      |
| Різниця:        |       | -14,22 % | -22,11 % | -10,64 % |

| Рік:            | 2023. | 2024.   |
| --------------- | ----- | ------- |
| Кількість осіб: | 280   | 277     |
| Різниця:        |       | -1,07 % |

В селі проживає 350 осіб.
Національний склад населення (за даними останнього перепису населення — 2001 року):
- словаки — 92,96 %
- чехи — 1,01 %
- русини — 0,25 %
- українці — 0,25 %

Склад населення за приналежністю до релігії станом на 2001 рік:
- греко-католики — 84,42 %,
- римо-католики — 8,79 %,
- православні — 0,50 %,
- не вважають себе віруючими або не належать до жодної вищезгаданої церкви- 6,04 %

## Географія
Протікає Остурнянський потік.